# Părva profesionalna futbolna liga 2019-2020
La Părva profesionalna futbolna liga 2019-2020 è stata la 96ª edizione della massima serie del campionato bulgaro di calcio, la 75ª disputata sotto la formula di un campionato di lega, iniziata il 12 luglio 2019, sospesa il 13 marzo 2020 a causa dell'emergenza dovuta alla pandemia di COVID-19, ripresa il 5 giugno 2020 e terminata il 18 luglio 2020.
Il Ludogorec ha vinto il titolo per la nona volta consecutiva, eguagliando così la striscia di successi stabilita dal CSKA Sofia tra gli anni '50 e gli anni '60.

## Stagione

### Novità
Nel 2018-2019 sono retrocesse, dopo aver perso i play-out, il Septemvri Sofia e, per esclusione, il Vereja. Il Carsko Selo, primo classificato in Seconda Lega, è stato promosso in massima serie insieme all'Arda Kărdžali, vincitore dei play-off.

### Formula
Le 14 squadre partecipanti si affrontano in gironi di andata-ritorno e i successivi play-off e play-out. Al termine della stagione la squadra campione si qualificherà per il secondo turno preliminare della UEFA Champions League 2020-2021. La squadra classificata al secondo posto si qualificherà per il primo turno di qualificazione della UEFA Europa League 2020-2021. Dopo i play-off e i play-out si saprà la terza squadra che approderà in UEFA Europa League 2020-2021 e quelle retrocesse.

## Squadre
| Squadra           | Città          | Stadio                          |
| ----------------- | -------------- | ------------------------------- |
| Arda Kărdžali     | Kărdžali       | Arena Arda                      |
| Beroe             | Stara Zagora   | Stadio Beroe                    |
| Botev Plovdiv     | Plovdiv        | Complesso calcistico Botev 1912 |
| Botev Vraca       | Vraca          | Stadio Hristo Botev             |
| Carsko Selo       | Sofia          | Stadio nazionale Vasil Levski   |
| Černo More Varna  | Varna          | Stadio Tiča                     |
| CSKA Sofia        | Sofia          | Stadio dell'Esercito Bulgaro    |
| Dunav Ruse        | Ruse           | Stadio municipale               |
| Etăr              | Veliko Tărnovo | Stadio Ivajlo                   |
| Levski Sofia      | Sofia          | Stadio Georgi Asparuhov         |
| Lokomotiv Plovdiv | Plovdiv        | Stadio Lokomotiv                |
| Ludogorec         | Razgrad        | Ludogorec Arena                 |
| Slavia Sofia      | Sofia          | Stadio Slavia                   |
| Vitoša Bistrica   | Bistrica       | Stadio Bistrica                 |

## Prima fase
La prima fase si è svolta dal 12 luglio 2019 al 14 giugno 2020.

### Classifica finale
|  | Pos. | Squadra           | Pt | G  | V  | N  | P  | GF | GS | DR  |
|  | ---- | ----------------- | -- | -- | -- | -- | -- | -- | -- | --- |
|  | 1.   | Ludogorec         | 62 | 26 | 18 | 8  | 0  | 46 | 12 | +34 |
|  | 2.   | Lokomotiv Plovdiv | 50 | 26 | 14 | 8  | 4  | 49 | 23 | +26 |
|  | 3.   | CSKA Sofia        | 50 | 26 | 14 | 8  | 4  | 41 | 17 | +24 |
|  | 4.   | Levski Sofia      | 49 | 26 | 14 | 7  | 5  | 43 | 19 | +24 |
|  | 5.   | Slavia Sofia      | 45 | 26 | 13 | 6  | 7  | 36 | 28 | +8  |
|  | 6.   | Beroe             | 43 | 26 | 14 | 1  | 11 | 44 | 34 | +10 |
|  | 7.   | Černo More Varna  | 40 | 26 | 10 | 10 | 6  | 32 | 24 | +8  |
|  | 8.   | Arda Kărdžali     | 31 | 26 | 7  | 10 | 9  | 27 | 33 | -6  |
|  | 9.   | Botev Plovdiv     | 30 | 26 | 8  | 6  | 12 | 26 | 30 | -4  |
|  | 10.  | Etăr              | 27 | 26 | 6  | 9  | 11 | 31 | 45 | -14 |
|  | 11.  | Carsko Selo       | 25 | 26 | 7  | 4  | 15 | 24 | 42 | -18 |
|  | 12.  | Botev Vraca       | 22 | 26 | 5  | 7  | 14 | 21 | 46 | -25 |
|  | 13.  | Dunav Ruse        | 19 | 26 | 4  | 7  | 15 | 21 | 49 | -28 |
|  | 14.  | Vitoša Bistrica   | 6  | 26 | 1  | 3  | 22 | 15 | 54 | -39 |

Legenda:
      Ammesse ai play-off campione di Bulgaria
      Ammesse al girone A dei play-out
      Ammesse al girone B dei play-out
Note:

Tre punti per la vittoria, uno per il pareggio, zero per la sconfitta.

### Risultati

#### Tabellone
|                   | AKa  | Ber  | BPl  | BVr  | CSe  | ČMV  | CSK  | DRu  | Lev  | LPl  | Lud  | Eta  | SSo  | ViB  |
| ----------------- | ---- | ---- | ---- | ---- | ---- | ---- | ---- | ---- | ---- | ---- | ---- | ---- | ---- | ---- |
| Arda Kărdžali     | –––– | 3-1  | 0-0  | 2-1  | 0-2  | 0-0  | 0-0  | 0-2  | 1-3  | 2-5  | 1-1  | 2-1  | 1-1  | 2-0  |
| Beroe             | 0-1  | –––– | 2-0  | 4-0  | 2-0  | 3-0  | 2-1  | 2-0  | 1-1  | 2-0  | 2-4  | 2-0  | 1-2  | 1-0  |
| Botev Plovdiv     | 1-1  | 3-1  | –––– | 0-1  | 0-2  | 1-1  | 0-1  | 3-1  | 1-0  | 0-0  | 0-1  | 2-0  | 0-1  | 2-1  |
| Botev Vraca       | 3-1  | 1-3  | 3-0  | –––– | 0-1  | 1-1  | 0-3  | 0-0  | 0-0  | 1-4  | 0-1  | 2-1  | 0-2  | 1-1  |
| Carsko Selo       | 0-0  | 2-1  | 0-3  | 3-0  | –––– | 1-1  | 2-1  | 1-2  | 0-2  | 2-3  | 0-2  | 2-2  | 1-3  | 1-0  |
| Černo More Varna  | 1-1  | 2-0  | 2-0  | 4-1  | 1-0  | –––– | 0-2  | 1-1  | 2-2  | 3-1  | 1-2  | 1-1  | 0-0  | 2-0  |
| CSKA Sofia        | 3-2  | 2-0  | 1-0  | 1-0  | 3-0  | 1-3  | –––– | 4-0  | 2-2  | 1-1  | 0-0  | 2-2  | 1-0  | 4-0  |
| Dunav Ruse        | 0-0  | 0-3  | 1-2  | 0-0  | 3-1  | 0-2  | 1-1  | –––– | 1-4  | 0-3  | 0-1  | 0-2  | 0-0  | 2-0  |
| Levski Sofia      | 2-1  | 1-3  | 3-1  | 3-1  | 2-0  | 3-0  | 0-0  | 2-0  | –––– | 1-0  | 0-1  | 3-0  | 1-2  | 2-0  |
| Lokomotiv Plovdiv | 0-0  | 3-0  | 1-1  | 1-1  | 4-0  | 1-0  | 1-0  | 3-1  | 0-0  | –––– | 1-1  | 2-0  | 3-2  | 1-1  |
| Ludogorec         | 2-0  | 3-1  | 2-1  | 6-0  | 2-0  | 1-1  | 0-0  | 5-1  | 2-0  | 2-1  | –––– | 2-0  | 0-0  | 2-0  |
| SFK Etar          | 1-1  | 2-1  | 2-2  | 1-1  | 1-1  | 1-0  | 0-4  | 5-3  | 0-0  | 0-5  | 1-1  | –––– | 0-2  | 1-0  |
| Slavia Sofia      | 2-3  | 2-4  | 2-1  | 2-2  | 1-0  | 0-1  | 1-2  | 3-1  | 0-2  | 1-1  | 1-1  | 2-1  | –––– | 3-2  |
| Vitoša Bistrica   | 1-3  | 1-2  | 0-2  | 0-2  | 3-2  | 0-2  | 0-1  | 1-1  | 0-4  | 2-3  | 0-1  | 2-6  | 0-1  | –––– |

## Seconda fase
La seconda fase si divide in play-off, disputati a giugno 2020, e play-out, disputati a giugno 2020.
A causa della sosta dovuta all'emergenza pandemia di COVID-19, le squadre che disputano i Play-off si incontrano tra di loro soltanto una volta, invece di due, per un totale di cinque partite a squadra, mentre le squadre che disputano i Play-out si incontrano tra di loro soltanto una volta, invece di due, per un totale di tre partite a squadra, invece di sei; inoltre, la peggiore tra le ultime due squadre classificate dei due gironi retrocede direttamente in Vtora Liga, mentre le squadre classificatesi all'11º , 12º e 13º posto disputano i play-out 11º-13º posto.

### Play-off
Si qualificano a questa fase le sei migliori classificate della prima fase, e da qui si decreterà il campione di Bulgaria, chi si qualifica al secondo turno preliminare di UEFA Champions League 2020-2021, al primo turno di qualificazione della UEFA Europa League 2020-2021 e chi disputerà la finale dello spareggio per la UEFA Europa League 2020-2021.

### Classifica finale
|                     | Pos. | Squadra           | Pt | G  | V  | N  | P  | GF | GS | DR  |
| ------------------- | ---- | ----------------- | -- | -- | -- | -- | -- | -- | -- | --- |
| Bulgaria (bandiera) | 1.   | Ludogorec         | 72 | 31 | 21 | 9  | 1  | 59 | 18 | +41 |
|                     | 2.   | CSKA Sofia        | 59 | 31 | 16 | 11 | 4  | 52 | 22 | +30 |
|                     | 3.   | Slavia Sofia      | 55 | 31 | 16 | 7  | 8  | 42 | 32 | +10 |
|                     | 4.   | Levski Sofia      | 53 | 31 | 15 | 8  | 8  | 50 | 30 | +20 |
| [ 4 ]               | 5.   | Lokomotiv Plovdiv | 53 | 31 | 15 | 8  | 8  | 53 | 35 | +18 |
|                     | 6.   | Beroe             | 49 | 31 | 16 | 1  | 14 | 50 | 43 | +7  |

Legenda:
      Campione di Bulgaria e ammessa al primo turno preliminare di UEFA Champions League 2020-2021
      Ammessa al primo turno preliminare di UEFA Europa League 2020-2021
      Vincitrice dello spareggio per l'UEFA Europa League 2020-2021
Note:

Tre punti per la vittoria, uno per il pareggio, zero per la sconfitta.

### Risultati
|                   | Ber  | CSK  | Lev  | LPl  | Lud  | SSo |
| ----------------- | ---- | ---- | ---- | ---- | ---- | --- |
| Beroe             | –––– |      | 1-2  |      |      | 2-0 |
| CSKA Sofia        | 5-0  | –––– | 3-3  |      | 1-1  |     |
| Levski Sofia      |      |      | –––– | 1-2  |      | 1-2 |
| Lokomotiv Plovdiv | 0-2  | 1-2  |      | –––– |      | 0-1 |
| Ludogorec         | 2-1  |      | 3-0  | 6-1  | –––– |     |
| Slavia Sofia      |      | 0-0  |      |      | 3-1  |     |

### Play-out girone A
Si qualificano a questo turno le squadre classificate alla settima, decima, undicesima e quattordicesima piazza nella prima fase.

#### Classifica finale
|  | Pos. | Squadra          | Pt | G  | V  | N  | P  | GF | GS | DR  |
|  | ---- | ---------------- | -- | -- | -- | -- | -- | -- | -- | --- |
|  | 1.   | Černo More Varna | 47 | 29 | 12 | 11 | 6  | 39 | 27 | +12 |
|  | 2.   | Etăr             | 31 | 29 | 7  | 10 | 12 | 34 | 48 | -14 |
|  | 3.   | Carsko Selo      | 31 | 29 | 9  | 4  | 16 | 27 | 46 | -19 |
|  | 4.   | Vitoša Bistrica  | 6  | 29 | 1  | 3  | 25 | 15 | 57 | -42 |

Legenda:
      Ammesse ai quarti di finale per lo spareggio per l'UEFA Europa League 2020-2021
 Ammessa ai play-out 11º-13º posto.
      Retrocessa in Vtora Liga 2020-2021.
Note:

Tre punti per la vittoria, uno per il pareggio, zero per la sconfitta.

#### Risultati
|                  | CSe  | ČMV  | Eta  | ViB    |
| ---------------- | ---- | ---- | ---- | ------ |
| Carsko Selo      | –––– | 1-4  |      |        |
| Černo More Varna |      | –––– | 2-2  | 1-0    |
| SFK Etar         | 0-1  |      | –––– | 1-0    |
| Vitoša Bistrica  | 0-1  |      |      | ––––\| |

### Play-out girone B
Si qualificano a questo turno le squadre classificate alla ottava, nona, dodicesima e tredicesima piazza nella prima fase.

#### Classifica finale
|  | Pos. | Squadra       | Pt | G  | V  | N  | P  | GF | GS | DR  |
|  | ---- | ------------- | -- | -- | -- | -- | -- | -- | -- | --- |
|  | 1.   | Botev Plovdiv | 36 | 29 | 10 | 6  | 13 | 32 | 34 | -2  |
|  | 2.   | Arda Kărdžali | 35 | 29 | 8  | 11 | 10 | 28 | 35 | -7  |
|  | 3.   | Botev Vraca   | 26 | 29 | 6  | 8  | 15 | 26 | 50 | -24 |
|  | 4.   | Dunav Ruse    | 22 | 29 | 5  | 7  | 17 | 25 | 55 | -30 |

Legenda:
      Ammesse ai quarti di finale per lo spareggio per l'UEFA Europa League 2020-2021
 Ammesse ai play-out 11º-13º posto.
Note:

Tre punti per la vittoria, uno per il pareggio, zero per la sconfitta.

#### Risultati
|               | AKa  | BPl  | BVr  | DRu    |
| ------------- | ---- | ---- | ---- | ------ |
| Arda Kărdžali | –––– | 1-0  |      | 0-2    |
| Botev Plovdiv |      | –––– | 3-2  | 3-1    |
| Botev Vraca   | 0-0  |      | –––– |        |
| Dunav Ruse    |      |      | 1-3  | ––––\| |

## Qualificazione per l'Europa League
|  | Quarti di finale | Quarti di finale | Quarti di finale |  |  | Semifinali | Semifinali       | Semifinali |  |  | Finale | Finale        | Finale |
|  |                  |                  |                  |  |  |            |                  |            |  |  |        |               |        |
|  |                  | Černo More Varna | 1                |  |  |            |                  |            |  |  |        |               |        |
|  |                  | Arda Kărdžali    | 0                |  |  |            |                  |            |  |  |        | Slavia Sofia  | 2      |
|  |                  |                  |                  |  |  |            | Černo More Varna | 0          |  |  |        | Botev Plovdiv | 1      |
|  |                  |                  |                  |  |  |            | Botev Plovdiv    | 1          |  |  |        |               |        |
|  |                  | Botev Plovdiv    | 1                |  |  |            |                  |            |  |  |        |               |        |
|  |                  | Etăr             | 0                |  |  |            |                  |            |  |  |        |               |        |

## Play-out 11º-13º posto
Le squadre classificate al dodicesimo e tredicesimo posto sfidano rispettivamente le squadre classificatesi al terzo e al secondo posto della Vtora liga.

### Classifica finale
|  | Pos. | Squadra     | Pt | G | V | N | P | GF | GS | DR |
|  | ---- | ----------- | -- | - | - | - | - | -- | -- | -- |
|  | 11.  | Botev Vraca | 4  | 2 | 1 | 1 | 0 | 3  | 0  | +3 |
|  | 12.  | Dunav Ruse  | 4  | 2 | 1 | 1 | 0 | 1  | 0  | +1 |
|  | 13.  | Carsko Selo | 0  | 2 | 0 | 0 | 2 | 0  | 4  | -4 |

Legenda:
 Ammesse alle Finali Play-out.
Note:

Tre punti per la vittoria, uno per il pareggio, zero per la sconfitta.

### Risultati
|             | BVr  | CSe  | DRu  |
| ----------- | ---- | ---- | ---- |
| Botev Vraca | –––– |      | 0-0  |
| Carsko Selo | 0-3  | –––– |      |
| Dunav Ruse  |      | 1-0  | –––– |

### Finali Play-out
|             | Risultati |                 | Luogo e data          |
| ----------- | --------- | --------------- | --------------------- |
| Dunav Ruse  | 1 - 4     | Montana         | Sofia, 17 luglio 2020 |
| Carsko Selo | 2 - 0     | Septemvri Sofia | Sofia, 18 luglio 2020 |
|             |           |                 |                       |

## Statistiche

### Individuali

#### Classifica marcatori
| Gol |  |  | Giocatore        | Squadra           |
| --- |  |  | ---------------- | ----------------- |
| 18  |  |  | Martin Kamburov  | Beroe             |
| 13  |  |  | Ismail Isa       | Černo More Varna  |
| 13  |  |  | Ali Sowe         | CSKA Sofia        |
| 12  |  |  | Dimităr Iliev    | Lokomotiv Plovdiv |
| 12  |  |  | Claudiu Keșerü   | Ludogorec         |
| 11  |  |  | Nigel Robertha   | Levski Sofia      |
| 10  |  |  | Evandro          | CSKA Sofia        |
| 9   |  |  | Radoslav Vasilev | Arda Kărdžali     |
| 9   |  |  | Todor Nedelev    | Botev Plovdiv     |
| 9   |  |  | Rodney Antwi     | Carsko Selo       |
| 9   |  |  | Stanislav Ivanov | Levski Sofia      |
| 8   |  |  | Daniel Mladenov  | SFK Etar          |
| 8   |  |  | Paulinho         | Levski Sofia      |
| 8   |  |  | Stefan Hristov   | Dunav Ruse        |
| 8   |  |  | Tiago Rodrigues  | CSKA Sofia        |